# Џулијана Николсон
Џулијана Николсон (енгл. Julianne Nicholson; Медфорд, 1. јул 1971) је америчка глумица позната по улогама у телевизијским серијама Ред и закон: Злочиначке намере, Царство порока и Masters of Sex.

## Филмографија
| Филмски пројекти      |                       |               |                    |                                                                           |
| Година                | Српски назив          | Изворни назив | Улога              | Напомене                                                                  |
| 1998                  | Права ствар           |               | студенткиња        |                                                                           |
| 2013                  | Август у округу Осејџ |               | Ајви Вестон        | номинација - Награда Удружења филмских глумаца за најбољу филмску поставу |
| 2022                  | Плавуша               |               | Гледис Перл Бејкер |                                                                           |
| Телевизијски пројекти |                       |               |                    |                                                                           |
| 2001–2002             | Али Мекбил            |               | Џени Шо            | 13 епизода                                                                |
| 2004                  | Ургентни центар       |               | Џордан             | 2 епизоде                                                                 |
| 2011–2012             | Царство порока        |               | Естер Рандолф      | 10 епизода                                                                |